# Gare de Felsőrajk
La gare de Felsőrajk (en hongrois : Felsőrajk vasútállomás) est une halte ferroviaire hongroise, située à Felsőrajk.